# 10-Meilen-Lauf

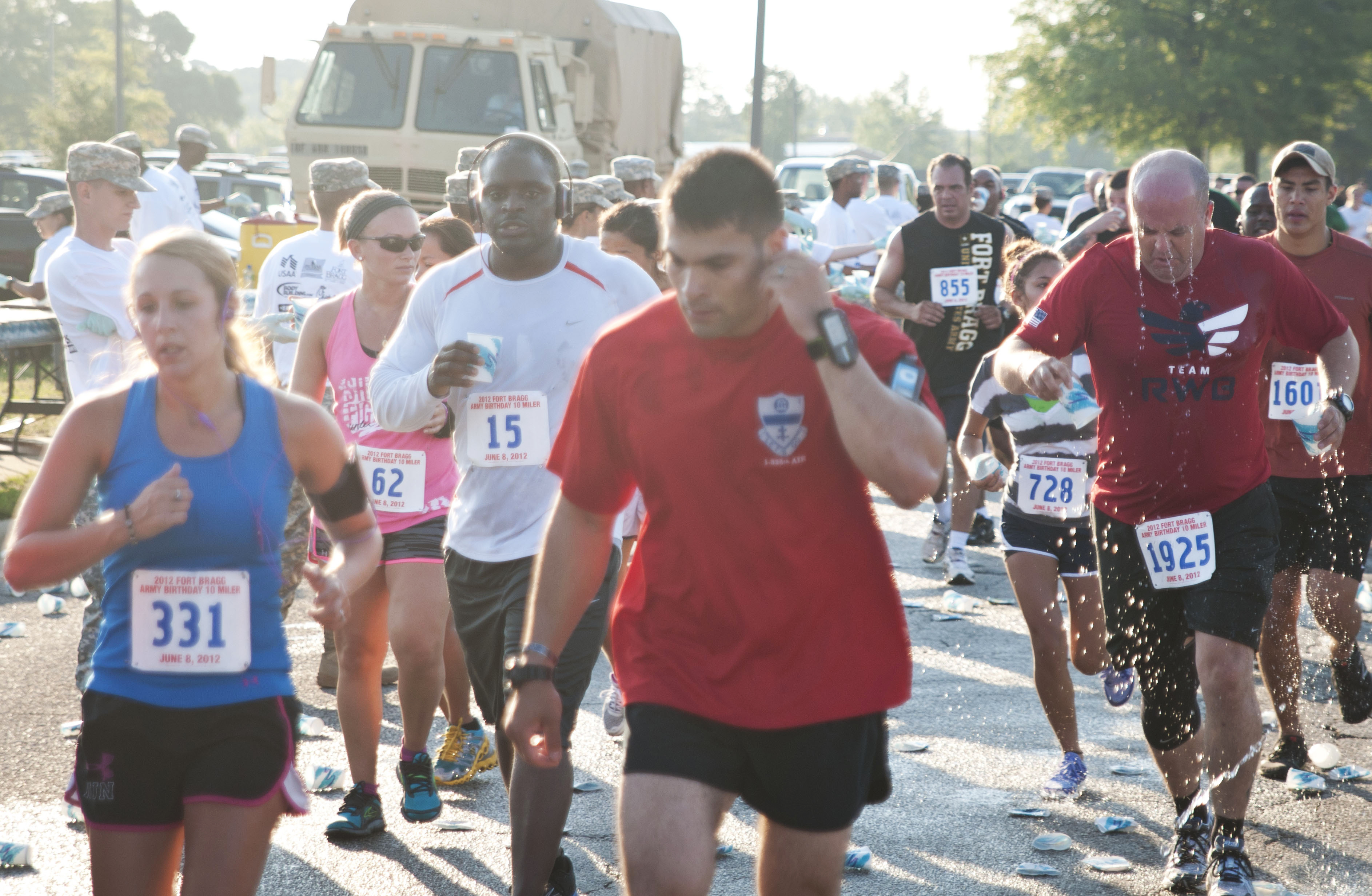
Athleten beim Army Ten-Miler

Der 10-Meilen-Lauf ist ein Langstrecken-Straßenlauf über eine Distanz von zehn Meilen (16,09344 Kilometer). Er ist eine relativ häufige Distanz in Ländern, die die Meile als Maßeinheit verwenden. Es handelt sich dabei in etwa um eine Zwischendistanz zwischen dem 10-Kilometer-Lauf und dem Halbmarathon (21,1 km). Aufgrund der Ausdauer, die für den Lauf dieser Distanz erforderlich ist, zieht sie mehr erfahrene Läufer an als kürzere Veranstaltungen und erfordert in der Regel eine Vorbereitungszeit für erste Versuche.
Da die Veranstaltung in imperialen Einheiten gemessen wird, ist sie vom Internationalen Verband der Leichtathletikverbände für Meisterschaftswettbewerbe nicht offiziell anerkannt. Aus diesem Grund handelt es sich um eine Distanz, die hauptsächlich bei nicht-internationalen Straßenrennen auf niedrigem Niveau verwendet wird. Rennen, die Athleten von internationalem Standard anziehen, finden hauptsächlich in den Vereinigten Staaten und im Vereinigten Königreich statt. Zu den am längsten stattfindenden 10-Meilen-Wettbewerben gehören das 10-Meilen-Straßenrennen in Thunder Bay (erstmals 1910) und das Harold Webster Memorial 10 Meilen (erstmals 1920), die beide in der kanadischen Provinz Ontario ausgetragen werden.
Die Weltrekorde der Association of Road Racing Statisticians (ARRS) für diese Distanz mit getrennten Wertung für Männer und Frauen ist die Zeit von Haile Gebrselassie mit 44:23,0 Minuten vom 4. September 2005 bei den Tilburg Ten Miles and Teyba Erkessos Zeit von 51:43,4 Minuten, vom 1. April 2007 beim Cherry Blossom Ten Mile Run. Die ARRS erkennt nur Leistungen in der vorgegebenen Entfernung an, nicht aber Zwischenzeiten. Mehrere Frauen sind die 10 Meilen in schnelleren Zeiten im Rahmen eines Halbmarathons gelaufen. Dazu gehört Mary Keitany mit einer Zeit von 50:05 Minuten.

## All-time top
- + = im Rahmen eines längeren Laufes

### Männer
| Platzierung | Zeit    | Athlet             | Nationalität | Datum              | Veranstaltung     | Ort               | Referenzen |
| ----------- | ------- | ------------------ | ------------ | ------------------ | ----------------- | ----------------- | ---------- |
| 1           | 44:04   | Benard Kibet Koech | Kenia        | 04. Dezember 2022  | Kosa 10-Meilen    | Kōsa              |            |
| 2           | 44:24   | Haile Gebrselassie | Äthiopien    | 4. September 2005  | Tilburg Ten Miles | Tilburg           |            |
| 3           | 44:27 a | Leonard Komon      | Kenia        | 2011               | Dam tot Damloop   | Amsterdam-Zaandam |            |
| 4           | 44:45 a | Paul Koech         | Kenia        | 1997               | Dam tot Damloop   | Amsterdam-Zaandam |            |
|             |         |                    |              |                    |                   |                   |            |
| 10          | 45:15 a | Joshua Cheptegei   | Uganda       | 23. September 2018 | Dam tot Damloop   | Amsterdam–Zaandam | [ 9 ]      |

#### Notizen
Weiter unten befindet sich eine Liste von Läufern mit einer Zeit von 44:48 Minuten oder besser:
- Leonard Komon erreichte 2012 auch eine Zeit von 44:48 Minuten.

### Frauen
| Platzierung | Zeit     | Athlet                 | Nationalität | Datum              | Veranstaltung                | Ort                               | Referenzen |
| ----------- | -------- | ---------------------- | ------------ | ------------------ | ---------------------------- | --------------------------------- | ---------- |
| 1           | 49:21+ a | Brigid Kosgei          | Kenia        | 8. September 2019  | Great North Run              | Newcastle upon Tyne-South Shields | [ 10 ]     |
| 2           | 50:05+   | Mary Jepkosgei Keitany | Kenia        | 18. Februar 2011   | Ras Al Khaimah Half Marathon | Ras al-Khaimah                    | [ 11 ]     |
| 3           | 50:31 a  | Ingrid Kristiansen     | Norwegen     | 1987               | Dam tot Damloop              | Amsterdam-Zaandam                 |            |
| 4           | 50:32 a  | Evaline Chirchir       | Kenia        | 22. September 2019 | Dam tot Damloop              | Amsterdam-Zaandam                 | [ 12 ]     |
| 5           | 50:35 a  | Irene Cheptai          | Kenia        | 22. September 2019 | Dam tot Damloop              | Amsterdam-Zaandam                 | [ 13 ]     |
| 6           | 50:39 a  | Linet Masai            | Kenia        | 2009               | Dam tot Damloop              | Amsterdam-Zaandam                 |            |
| 7           | 50:45 a  | Lonah Salpeter         | Israel       | 2018               | Dam tot Damloop              | Amsterdam-Zaandam                 |            |
| 8           | 50:48 a  | Selamawit Dagnachew    | Israel       | 22. September 2019 | Dam tot Damloop              | Amsterdam-Zaandam                 | [ 14 ]     |
| 9           | 50:50 a  | Lornah Kiplagat        | Niederlande  | 2006               | Dam tot Damloop              | Amsterdam-Zaandam                 |            |

#### Notizen
Weiter unten befindet sich eine Liste von Läuferinnen mit einer Zeit von 50:54 Minuten oder besser:
- Lornah Kiplagat erreichte 2002 auch eine Zeit von 50:54 Minuten.

## Liste von 10-Meilen-Läufen
| Veranstaltung                   | Ort                                         | Staat                  | Gegründet |
| ------------------------------- | ------------------------------------------- | ---------------------- | --------- |
| Antwerp 10 Miles                | Antwerpen                                   | Belgien                | 1988      |
| Army Ten-Miler                  | Arlington County, Virginia/Washington, D.C. | Vereinigte Staaten     | 1985      |
| Broad Street Run                | Philadelphia                                | Vereinigte Staaten     | 1980      |
| Cherry Blossom Ten Mile Run     | Washington, D.C.                            | Vereinigte Staaten     | 1973      |
| Crim Festival of Races          | Flint, Michigan                             | Vereinigte Staaten     | 1977      |
| Dam tot Damloop                 | Amsterdam nach Zaandam                      | Niederlande            | 1985      |
| Diecimiglia del Garda           | Gargnano                                    | Italien                | 1974      |
| Grand Prix von Bern             | Bern                                        | Schweiz                | 1982      |
| Great South Run                 | Portsmouth                                  | Vereinigtes Königreich | 1990      |
| Harold Webster Memorial 10 Mile | Hamilton, Ontario                           | Kanada                 | 1920      |
| Jever-Fun-Lauf                  | Schortens                                   | Deutschland            | 1987      |
| Kanto 10-Miler                  | Narita, Chiba                               | Japan                  | 1937      |
| Kumamoto Kosa 10-Miler          | Kōsa, Kumamoto                              | Japan                  | 1983      |
| Navy Ten Nautical Miler         | Millington, Tennessee                       | Vereinigte Staaten     | 2010      |
| Ostend-Bruges Ten Miles         | Ostende nach Brügge                         | Belgien                | 1994      |
| Tely 10 Mile Road Race          | Neufundland und Labrador                    | Kanada                 | 1922      |
| Ten Mile Road Race              | Thunder Bay                                 | Kanada                 | 1910      |
| Tilburg Ten Miles               | Tilburg                                     | Niederlande            | 1988      |